# Killer Be Killed
Killer Be Killed – amerykańska supergrupa wykonująca muzykę z pogranicza groove metalu i metalcore'u. 

## Historia
Powstała w 2011 z inicjatywy wokalisty zespołu The Dillinger Escape Plan - Grega Puciato oraz gitarzysty i wokalisty Maxa Cavalery, znanego m.in. z występów w zespołach Sepultura, Cavalera Conspiracy i Soulfly. Rok później skład uzupełnili, basista i wokalista Troy Sanders - członek zespołu Mastodon oraz perkusista Dave Elitch, mający w dorobku współpracę z takimi zespołami jak Antemasque, Daughters of Mara, czy The Mars Volta.
Debiutancki album zespołu zatytułowany Killer Be Killed ukazał się 9 maja 2014 nakładem wytwórni muzycznej Nuclear Blast. Nagrania zostały zarejestrowane we współpracy z producentem muzycznym Joshem Wilburem. Płytę poprzedził wydany w kwietniu singel pt. Wings of Feather and Wax. Debiut formacji dotarł m.in. do 58.miejsca zestawienia Billboard 200 w Stanach Zjednoczonych sprzedając się w przeciągu tygodnia od dnia premiery w nakładzie 5,5 tys. egzemplarzy.
Premierę drugiego albumu pt. Reluctant Hero zaplanowano na  listopada 2020, także nakładem Nuclear Blast.

## Dyskografia
| Tytuł            | Dane dot. albumu                             | Pozycja na liście | Pozycja na liście | Pozycja na liście | Pozycja na liście | Pozycja na liście | Pozycja na liście | Pozycja na liście | Pozycja na liście | Sprzedaż         |
| Tytuł            | Dane dot. albumu                             | USA               | AUS               | GER               | CHE               | UK                | JPN               | BEL (FL)          | BEL (WA)          | Sprzedaż         |
| ---------------- | -------------------------------------------- | ----------------- | ----------------- | ----------------- | ----------------- | ----------------- | ----------------- | ----------------- | ----------------- | ---------------- |
| Killer Be Killed | - Data: 9 maja 2014 - Wydawca: Nuclear Blast | 58                | 47                | 90                | 91                | 71                | 192               | 113               | 175               | - USA: 5,5 tys.+ |

## Teledyski
| Tytuł                      | Rok  | Reżyseria      | Album            | Źródło |
| -------------------------- | ---- | -------------- | ---------------- | ------ |
| "Wings of Feather and Wax" | 2014 | Thomas Mignone | Killer Be Killed | [ 17 ] |
| "Snakes of Jehovah"        | 2014 | Thomas Mignone | Killer Be Killed | [ 18 ] |
| "Curb Crusher"             | 2015 | Neal Walters   | Killer Be Killed | [ 19 ] |

## Nagrody i wyróżnienia
| Rok  | Kategoria      | Tytułem          | Nagroda                         | Nota      | Źródło |
| ---- | -------------- | ---------------- | ------------------------------- | --------- | ------ |
| 2015 | Best Live Band | Killer Be Killed | Metal Hammer Golden Gods Awards | Nominacja | [ 20 ] |